# Eryngiopus arboreus
Eryngiopus arboreus är en spindeldjursart som beskrevs av Charles Thorold Wood 1967. Eryngiopus arboreus ingår i släktet Eryngiopus och familjen Stigmaeidae. Inga underarter finns listade i Catalogue of Life.